# Пригородный (Коми)
Пригородный — посёлок в составе городского округа Воркута Республики Коми. На момент упразднения находился в административном подчинении посёлка Сейда.

## Географическое положение
Посёлок находится на левом берегу  реки Воркута выше впадения в нее реки Лёк-Воркута, на расстоянии примерно в 4 км к юго-западу от железнодорожной станции Песец Северной железной дороги.

## Климат
Климат умеренно-континентальный, лето короткое и холодное, зима многоснежная, продолжительная и суровая. Климат формируется в условиях малого количества солнечной радиации зимой, под воздействием северных морей и интенсивного западного переноса воздушных масс. Вынос теплого морского воздуха, связанный с прохождением атлантических циклонов, и частые вторжения арктического воздуха с Северного Ледовитого океана придают погоде большую неустойчивость в течение всего года. Годовая амплитуда составляет 32,7°C. Самым теплым месяцем года является июль (средняя месячная температура +12,4°С), самым холодным месяцем — январь (-20,3°С). Среднегодовая температура воздуха −6,0°C. Число дней со средней суточной температурой воздуха выше нуля градусов составляет 125.

## История
Возник в 1938 году как животноводческая ферма комбината «Воркутауголь», на базе которой в 1943 году был создан совхоз «Лёк-Воркута» (позже «Пригородный»). 
Исключен из учётных данных постановлением Госсовета РК от 21 декабря 2001 года № II-8/128.